# Мікожиці (Лодзинське воєводство)
Мікожиці (пол. Mikorzyce) — село в Польщі, у гміні Белхатув Белхатовського повіту Лодзинського воєводства.
У 1975-1998 роках село належало до Пйотрковського воєводства.